# Штайнроде
Штайнроде (нем. Steinrode) — община в Германии, в земле Тюрингия. 
Входит в состав района Айхсфельд. Подчиняется управлению Айксфельд-Зюдхарц.  Население составляет 528 человек (на 31 декабря 2006 года). Занимает площадь 10,31 км².